# アルファベット・スープ (言語学)
アルファベット・スープ(alphabet soup)とは、頭字語や略語が多いことを表す英語の比喩表現である。これは、アルファベットの形をしたパスタ（アルファベット・パスタ）を煮込んだ同名の料理に擬えたものである。
この用法と実在の料理のどちらが先に生まれたのかは不明である。料理史家のジャネット・クラークソンは、「私がこれまでに見たアルファベット・スープの比喩的用法の最も古い用例は、『ライフ』の創刊者ジョン・エイムズ・ミッチェルが1883年に書いた、『息子にビジネスのアルファベット・スープを教える』という記述である」と述べているが、これは日本語で言う「イロハを教える」の意味で使われている。頭字語の多さに関する表現は、少なくともフランクリン・D・ルーズベルトのニューディール政策まで遡ることができる。連邦政府がNSA、CIA、FBI、USSS、ATF、DEA、EPA、NCIS、IRS、INSなどの、頭字語を持った機関を多数設立したことから、まるでアルファベット・スープのようだと揶揄された。1938年、アメリカのバーバーショップ音楽の団体（現 バーバーショップ・ハーモニー・ソサエティ）が結成されたが、その正式名称は"Society for the Preservation and Encouragement of Barber Shop Quartet Singing in America, Inc"(SPEBSQSA)という長いものだった。これは政府機関の略称の多さを揶揄したものである。
アルファベット・スープという比喩表現は、異説の混同などの、学問に大きな影響を与えるような問題にも使われてきた。アルファベット・スープが学問に影響を与える例として、統計的検定が挙げられる。検定においては、様々な値を示す文字がアルファベット・スープのように並び、pとαのような手書きでは似てしまう文字も使用される。多数ある肺炎の種類は頭字語で表されることからアルファベット・スープと揶揄され、それらの違いを説明する学術論文も存在する。
アルファベット・スープという言葉は、LGBTから派生した「LGBTQIAAP」のような、長い頭字語に対しても使われる。また、歴史的な文章で、単語が分かち書きされずに1つの長い文字列になっているもののことも指す。